# Salix jaliscana
Salix jaliscana — вид квіткових рослин із родини вербових (Salicaceae).

## Морфологічна характеристика
Це дерево заввишки від 4 до 15 метрів.

## Середовище проживання
Мексика. Він розташований у лісі Pinus-Quercus, чагарниках і тропічних листяних лісах, пов'язаних з річками; на висотах від 400 до 2500 метрів.

## Загрози
Екстенсивне сільське господарство та тваринництво є основними видами діяльності в регіоні. Ця економічна діяльність також змінила природне середовище. Штат Мічоакан відомий величезним розширенням вирощування авокадо. Приблизно 20 000 гектарів лісу в Мічоакані щороку перетворюються на сільськогосподарське використання. Постійне погіршення якості середовища існування в основному пов'язане з розширенням кордонів сільського господарства.

## Використання
Конкретної інформації про використання таксону немає.